# 歌川重丸
歌川 重丸（うたがわ しげまる、生没年不詳）とは、江戸時代の浮世絵師。

## 来歴
師系不詳。『浮世絵師伝』によれば初代歌川広重の門人とするが、『浮世絵備考』には「歌川国丸の門弟、一説に広重の門人とするは非なり」とある。作画期は嘉永の頃とされる。

## 作品
- 「江戸名所　御殿山満花」　横大判錦絵揃物　※嘉永5年(1852年)
- 「江戸名所　飛鳥山花盛」　※同上
- 「江戸名所　御茶之水水道橋」　※同上
- 「霞ヶ関」　横大判錦絵
- 「鬼娘退治」　大判錦絵2枚続　千葉大学図書館所蔵　※慶応3年(1867年)2月、丸平版